# Klokočov (district de Michalovce)
Klokočov est un village de Slovaquie situé dans la région de Košice.

## Histoire
Première mention écrite du village en 1358.

## Démographie

### Évolution de la population
| Année:               | 1994. | 2004.   | 2014.   | 2024.   |
| -------------------- | ----- | ------- | ------- | ------- |
| Nombre de personnes: | 378   | 406     | 422     | 462     |
| Différence:          |       | +7,40 % | +3,94 % | +9,47 % |

| Année:               | 2023. | 2024.   |
| -------------------- | ----- | ------- |
| Nombre de personnes: | 449   | 462     |
| Différence:          |       | +2,89 % |

## Politique
| Nom              | Parti politique      | Date de l'élection | Fin du mandat |
| ---------------- | -------------------- | ------------------ | ------------- |
| Monika Hudáčková | Candidat indépendant | 02.12.2006         | Déc. 2010     |